# Hydrodendron arboreum
Hydrodendron arboreum är en nässeldjursart som först beskrevs av George James Allman 1888.  Hydrodendron arboreum ingår i släktet Hydrodendron och familjen Haleciidae. Inga underarter finns listade i Catalogue of Life.